# 羽舞

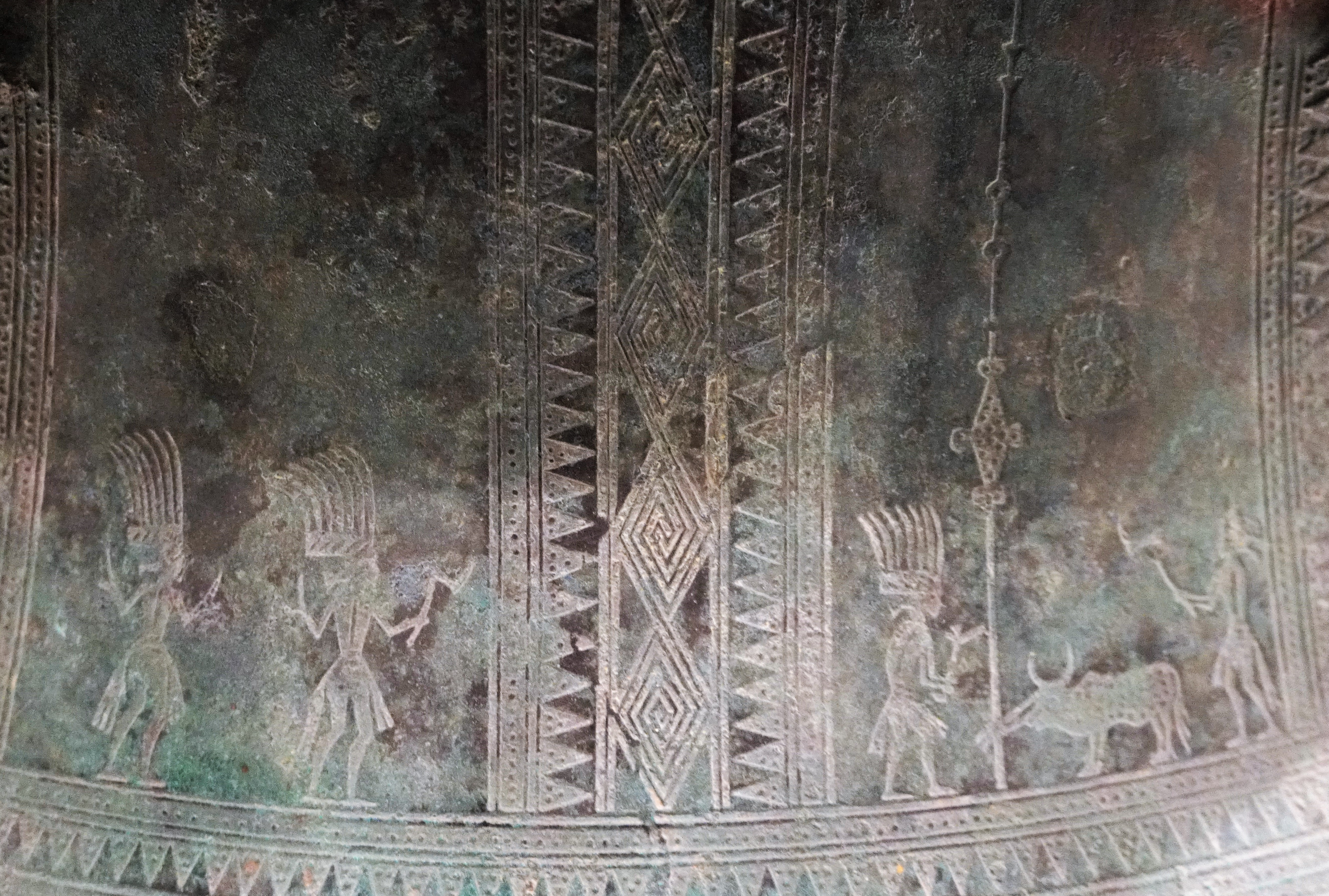
云南省博物馆藏广南羽人船纹铜鼓的鼓腰处，刻有祭祀的羽舞者（左侧）

羽舞是中國古代的一種舞蹈，指舞者穿戴或持動物的羽毛跳舞。如在周朝祭祀的羽舞中舞者持折羽而舞，其根源與原始狩獵生活和圖騰崇拜關係密切，用來祭祀四方。另《詩經》中也有介紹民間的羽舞：「坎擊其鼓，宛丘之下，無冬無夏，值其鷺羽。」為手執羽毛跳舞。